# ضمرة بن ضمرة
ضَمْرَةُ بْنُ ضَمْرَةَ بْنِ جَابِرٍ بْنِ قَطَن اَلنَّهْشَلِيُّ اَلدَّارِمِيُّ اَلتَّمِيمِيُّ أحَدُ فرسان العرب وساداتِهم المشهورين في العصر الجاهلي قبل الإسلام، وكانَ مِن حُكّامِ تَميمٍ، وإليهِ يَتَنافَرونَ، وعِندَهُ يَتَحاكَمونَ، لا يَرَونَ في وَقتِهِ كَرَأيِهِ رَأياً، وَلا يَستَغنونَ عَن مَشورَتِهِ في وَقائِعِهِم، وأَيّامِهِم، لِوُقوفِهِم عَلى ما كانَ عَلَيهِ مِن غَزارَةِ العَملِ، وَذَكاءِ الفِطنَةِ، وَطَلافَةِ اللِّسانِ، وَكَرَمِ السَّجيَّةِ، وَخِبرَتِهِ بِأَحوالِ العَرَبِ وَأَنسابِهِم، وكان شاعراً ٱسمُه شِقَّةُ (وقيلَ: شِقُّ) بْنُ ضَمْرَة فسمته العرب (أو: سمَّاهُ النُّعمان) ضَمْرَةَ بْنَ ضَمْرَةَ على ٱسْم أبيه؛ لأنه كان فارساً شديداً مِثلَه، وكان ضَمْرَةُ يُغير على قبائل العرب وعلى مملكة المناذرة في الحيرة، وقد طلبه ملكها المنذرُ بْنُ المنذر، ثُمَّ وَلَدُه من بعده النُّعمانُ بْنُ المنذر فلم يتمكنوا منه، فصالحوه على أن يعطوه ألف من الإبل، وشَهِد ضَمْرَةُ يومَ ذات الشقوق وأوقع بالأحاليف غَطَفان وبنو أسد وطيِّئ، وشارك في غَزَوات أُخَرَ مع قومه على بَكرِ بْنِ وَائلٍ والأَزْد وغيرها من القبائل، ومن أحفاده الشاعر نَهْشَلُ بْنُ حَرِّيٍّ الدَّارِمِي وأخوه مالك بْنُ حَرِّيّ قُتَل في معركة صِفِّين.

## نسبه
- هو: ضَمْرَةُ بنُ ضَمْرَةَ بنِ جابِرٍ بنِ قَطَنٍ بنِ نَهْشَلَ بنِ دارِمٍ بنِ مالِكٍ بنِ حَنْظَلَةَ بنِ مالِكٍ بنِ زَيْدِ مَناةَ بنِ تَمِيمٍ بنِ مُرُّ بنِ إِدِّ بنِ إِلْياسَ بنِ مُضَرَ بنِ نِزارَ بنِ مَعْدِ بنِ عَدْنانَ النهشلي الدارمي الحنظلي التميمي.[6]
- أمه هي: هِنْدُ بِنْتُ كَرْبٍ بنِ صَفْوانَ بنِ شَجْنَةَ بنِ عُطارِدَ بنِ عَوْفٍ بنِ كَعْبٍ بنِ سَعْدٍ بنِ زَيْدِ مَناةَ بنِ تَمِيمٍ بنِ مُر العُطَاردية التميمية.

وقد نشأ ضمرة في أُسرةٍ شريفةٍ في السيادة والشعر، قال ابن سلام الجمحي: «نهشل بن حرى شَاعِر شرِيف مَشْهُور وَأَبوهُ حرى شَاعِر مَذْكُور وجده ضَمرَة بن ضَمرَة شرِيف فَارس شَاعِر بعيد الذّكر كَبِير الْأَمر وَأَبَوَاهُ ضَمرَة بن جَابر سيد ضخم الشّرف بعيد الذّكر وَأَبوهُ جَابر لَهُ ذكر وشهرة وَشرف وَأَبوهُ قطن لَهُ شرف وفعال وَذكر فِي الْعَرَب فهم سِتَّة كَمَا ذكرنَا لَا أعلم رهطا يتوالون توالي هَؤُلَاءِ».
قال ضمرة بن ضمرة النهشلي مفتخراً بنسبه وأخواله:
وقال الفرزدق يفتخر به:
وقال أيضاً:

## ضمرة عند النعمان بن المنذر
وكان شِقَّة يُغير على مسالح النُّعْمَان بن الْمُنْذر وقيل المنذر بن ماء السماء حَتَّى إِذا عيل صَبر النُّعْمَان كتب إِلَيْهِ أَن ادخل فِي طَاعَتي وَلَك أَلْف من الْإِبِل فقبلها وَأَتَاهُ فَلَمَّا نظر إِلَيْهِ ازدراه وَكَانَ شِقَّة دميماً.
فَقَالَ النعمان:«تَسْمَعُ بالُمَعْيِديِّ خَيْرٌ مِنْ أنْ تَرَاهُ»
فَقَالَ شِقَّة:«مهلا أَيهَا الْملك إِن الرِّجَال لَا يكالون بالصيعان (وَإِنَّمَا الْمَرْء بأصغريه قلبه وَلسَانه) إِن قَاتل قَاتل بجنان وَإِن نطق نطق بِبَيَان»
قَالَ النعمان:«صدقت لله دَرك هَل لَك علم بالأمور وولوج فِيهَا»
قَالَ شِقَّة:«وَالله إِنِّي لأبرم مِنْهَا المسحول وأنقض مِنْهَا المفتول وأجيلها حَتَّى تجول ثمَّ أنظر إِلَى مَا تؤول وَلَيْسَ للأمور بِصَاحِب من لم ينظر فِي العواقب»
قَالَ النعمان:«صدقت لله دَرك فَأَخْبرنِي مَا الْعَجز الظَّاهِر والفقر الْحَاضِر والداء العياء والسوأة السوآء»
قَالَ شِقَّة: «أما الْعَجز الظَّاهِر فَهُوَ الشَّاب الْقَلِيل الْحِيلَة اللُّزُوم للحليلة الَّذِي يحوم حولهَا وَيسمع قَوْلهَا إِن غضِبت ترضاها وَإِن رضيت تفداها وَأما الْفقر الْحَاضِر فالمرء لَا تشبع نَفسه وَإِن كَانَ من ذهب خلسه وَأما الدَّاء العياء فجار السوء إِن كَانَ فَوْقك قهرك وَإِن كَانَ دُونك همزك وَإِن أَعْطيته كفرك وَإِن منعته شتمك فَإِن كَانَ ذَاك جَارك فأخل لَهُ دَارك وَعجل مِنْهُ فرارك وَإِلَّا فأقم بذل وصغار وَكن ككلب هرار وَأما السوءة السوآء فالحليلة الصخابة الْخَفِيفَة الوثابة السليطة السبابَة الَّتِي تعجب من غير عجب وتغضب من غير غضب الظَّاهِر عيبها الْمخوف غيبها فَزَوجهَا لَا تصلح لَهُ حَال وَلَا ينعم لَهُ بَال إِن كَانَ غَنِيا لم يَنْفَعهُ غناهُ وَإِن كَانَ فَقِيرا أبدت لَهُ قلاه فأراح الله مِنْهَا بَعْلهَا وَلَا متع بهَا أَهلهَا».
فأعجب النُّعْمَان حسن كَلَامه وَحُضُور جَوَابه فَأحْسن جائزته.
فسماه ضَمْرة باسم أبيه، فهو ضَمْرة بن ضمرة.
وقَوْلهم (تَسْمَعُ بالُمَعْيِديِّ خَيْرٌ مِنْ أنْ تَرَاهُ) وقولهم (إِنَّمَا الْمَرْء بأصغريه قلبه وَلسَانه) اصبحت من أمثال العرب.

## قيل عنه
- قال ابن سلام الجمحي:«ضَمرَة بن ضَمرَة شرِيفٌ فَارسٌ شَاعِرٌ بَعيدُ الذِّكرِ كَبِيرُ الْأَمرِ»[16]
- قال الجاحظ:«وكانَ ضَمرَةُ خطيبًا، وكانَ فارِساً شاعِراً شريفاً سَيِّداً»[17]

- قال ابن دريد:«وكانَ مِن رِجالِ بَني تَميمٍ فِي الجاهِليّةِ لِساناً وَبَياناً»[18]

- قال ابن سعيد الأندلسي:«كانَ مِن حُكماءِ الجاهِليَّةِ وَخُطبائِهِم»[19]
- قال خير الدين الزركلي:«ضمرة بن ضمرة شاعر جاهلي من الشجعان الرؤساء»[20]

## من شعره
قال ضمرة بن ضمرة في يوم ذات الشقوق لما أوقع بالأحاليف:
وقال في يوم نجران الثاني بعد قَتلِه عمرا ويزيد ومالكاً من بني العُزَيل من بني الحارث:
وجاءت طائفة من بني عطارد إلى ضمرة فمنعهم وأحسن جوارهم حتى آمنوا، ثم جاور فيهم فلم يحسنوا جواره، فقال:
قال ضمرة بن ضمرة ليزيد بن الصعق وهما عند بعض الملوك يذكره بيوم ذي نجب:

## وصلات خارجية
ديوان:ضمرة بن ضمرة الدارمي